# Karin Andræ
Karin Elisabet Andræ, ogift Brundell, född 14 augusti 1943 i Luleå domkyrkoförsamling i Norrbottens län, är en svensk översättare.

## Biografi
Karin Andræ har sedan 1980-talet översatt hundratals verk av författare som Sylvia Day, Shirin Ebadi, Tore Linné Eriksen och Sandra Gregory.

### Familj
Karin Andræ var 1966–1976 gift med Göran Andræ (född 1943), son till överstelöjtnant Håkan Andræ, 1978–1979 med litteraturvetaren Håkan Attius (född 1944) och 1997–2010 med översättaren Bo Rydén (1939–2012).